# إيري يامادا
إيري يامادا (باليابانية: 山田恵里؛ بالكانا: やまだ えり) هي لاعبة كرة لينة يابانية، ولدت في 8 مارس 1984 في هيراتسوكا في اليابان.

## وصلات خارجية
- إيري يامادا على موقع أوليمبيديا (الإنجليزية)